# Инцидент у Мрконич-Града
Инцидент у Мрконич-Града (босн. и хорв. Incident kod Mrkonjić Grada, серб. Инцидент код Мркоњић Града) произошёл 2 июня 1995 года. Самолёт F-16C американских ВВС был сбит силами ПВО вооружённых сил боснийских сербов ракетой, выпущенной из установки «Куб» возле города Мрконич-Град (Босния и Герцеговина). Американский пилот Скотт О’Грэйди благополучно катапультировался и шесть дней спустя (8 июня) был спасён.

## НАТО: Операция «Deny Flight»
Война в Боснии и Герцеговине — международный вооружённый конфликт, имевший место в Боснии и Герцоговине с апреля 1992 года по декабрь 1995 года. Организация Североатлантического договора согласно решению ООН занималась обеспечением бесполетной зоны над Боснией и Герцеговиной, утвержденной осенью 1992 года. Первоначально военное участие НАТО ограничивалось поддержанием зоны, запрещённой для полётов («No-fly zone»), в ходе операции под названием «Deny Flight», цель которой состояла в предотвращении воздушных атак боснийских гражданских и боснийских и хорватских сил со стороны самолётов сербских вооружённых сил. Как часть данной операции, два самолёта F-16S из 555-го воздушного эскадрона, размещённые на базе воздушных сил Авиано 2 июня 1995 года, выполняли патрулирование воздушного пространства.
На земле сербы спрятали в засаде мобильную ракетную батарею. Установка «Куб» была готова к ракетному обстрелу самолётов НАТО. Радары установки включались на короткое время, что дало пилотам F-16 лишь небольшое время на реагирование. Выждав, пока самолёты окажутся в зоне прямого поражения, где возможности системы ракетного предупреждения самолётов и противоракетные меры будут максимально ограничены, сербские зенитчики выпустили две ракеты. Индикаторы в кабине пилота О’Грэйди предупредили, что в него выпущена ракета, но он не смог её увидеть, так как находился в облаках. Первая ракета разорвалась между двумя самолётами. Вторая поразила истребитель О’Грэйди. Его сослуживец капитан Боб Райт увидел, как самолёт О’Грэйди охватило пламенем и он развалился на части. О’Грэйди сумел выжить после катапультирования.
О’Грэйди приземлился на территории, контролируемой сербами. В течение одной минуты после приземления он вытащил 29-фунтовую сумку с комплектом для выживания, закреплённую под пилотским креслом, обратился в бегство и спрятался. О’Грэйди вымазал грязью лицо и, когда появились сербские силы в поисках его парашюта и кресла, лёг ничком.
В течение следующих шести дней О’Грэйди пришлось использовать опыт, полученный на 17-дневных курсах по выживанию, которые он прошёл недалеко от своего родного города Спокан (штат Вашингтон). Он питался листьями, травой и жуками, собирал дождевую воду в пластиковые сумки, используя губку.
О’Грэйди не торопился обращаться за помощью по радио, так как в ВВС его научили, что сбитые пилоты часто выдают своё местоположение, когда слишком рано обращаются за помощью. На четвёртый день своего пребывания на земле он начал подавать сигналы о своём местоположении. Военные самолёты союзников на Балканах принимали непрекращающиеся радиосигналы, шедшие с места, где мог быть О’Грэйди. Генерал Рональд Фоглман, глава штаба воздушных сил, на церемонии повышения звания неумышленно разгласил эту информацию репортёрам, заявив, что в понедельник на мониторах были отмечены прерывающиеся передачи. Служащий НАТО заявил: «Я был ошеломлён, когда он сказал об этом… Я думаю, зачем только извещать об этом плохих парней? „Мы думаем, что он жив и борется и надеемся найти его раньше вас“».

## Спасение
О’Грэйди заговорил по радио только после полуночи 8 июня. На вызов ответил пилот F-16 из 555-го воздушного эскадрона. После подтверждения личности О’Грэйди была начата подготовка к спасательной миссии. В 4:40 адмирал Лейтон Смит, командир южных сил НАТО, отдал приказ «выполнять» полковнику морской пехоты Мартину Берндту, находящемуся на борту корабля «Kearsarge».
Два вертолёта CH-53 Sea Stallion, на борту которых находился 51 морской пехотинец из 24-го экспедиционного отряда , поднялись с борта корабля «Kearsarge» для спасения пилота. Пару вертолётов CH-53 с морскими пехотинцами сопровождали два штурмовых вертолёта AH-1W Суперкобра корпуса морской пехоты, оснащённых ракетами и пулемётами, и пара реактивных штурмовиков AV-8B корпуса морской пехоты. Для поддержки этого отряда в шесть самолётов и вертолётов был выделен такой же набор вертолётов поддержки, два самолёта радиоэлектронной борьбы EA-6B Prowler авиации флота, два истребителя F/A-18D Hornet (для осуществления поддержки с воздуха) и пара противотанковых штурмовиков A-10 ВВС. В ходе операции не пришлось задействовать ни один из самолётов поддержки. Управление воздушной армадой из около 40 самолётов и вертолётов производилось с борта радарного самолёта NATO AWACS.
В 6:35 вертолёты подлетели к местности, откуда был замечен сигнал радиомаяка О’Грэйди. Пилоты увидели столб жёлтого дыма, поднимающегося от деревьев у скалистого пастбища, где О’Грэйди зажёг сигнальный патрон. Первый вертолёт под командой майора Уильяма Тарбуттона приземлился, из него высадились 20 морских пехотинцев и образовали защитный периметр. Как только приземлился второй вертолёт, О’Грэйди покинул убежище и побежал ко второму вертолёту, не дождавшись пока опустится задняя рампа и остальные 20 морских пехотинцев выбегут и образуют защитный периметр. О’Грэйди заскочил в вертолёт в начинавшю открываться боковую дверь. Морпехам был отдан приказ занять свои места, морские пехотинцы из первого вертолёта, организовавшие периметр, погрузились на свой вертолёт. После быстрой переклички вертолёты поднялись в воздух. Они пробыли на земле не более 7 минут.

## Возвращение
Морские пехотинцы и их пассажир продолжали лететь над контролируемой сербами частью Боснии, но это больше не представляло для них угрозы. Американский самолёт заметил у хорватского побережья сербский ракетный радар, сканирующий воздушное пространство. Экипаж американского самолёта порекомендовал уничтожить радар под кодовым названием «Жираф», но запрос был отклонён, частично из-за опасения спровоцировать вооружённый конфликт.
Спустя минуту морские пехотинцы доложили, что попали под обстрел. По вертолётам, двигавшимся на высоте 50 метров, выпустили две ракеты из ручных ракетных комплексов, но пилоты провели манёвры уклонения. Сербы обстреляли вертолёты из ручного стрелкового оружия, морские пехотинцы на борту слышали, как по корпусу попадают пули. Один из пулемётчиков за турелью открыл ответный огонь. Одна пуля угодила в ротор вертолёта, другая застряла в бронежилете старшего сержанта Анджело Кастро-младшего, никого при этом не ранив. Они были почти уже в безопасности. В 7:15 по местному времени, полчаса спустя после подъёма О’Грэйди, спасатели сделали сообщение «мокрая нога», служившее условным обозначением того, что транспорт уже над водой. В 7:30 О’Грэйди был на борту корабля «Kearsarge».

## В культуре
В 2001 году по мотивам события был снят фильм «В тылу врага» (в ролях Джин Хэкмен и Оуэн Уилсон). О’Грэйди подал в суд на киностудию 20th Century Fox за съёмку фильма без его согласия. Он принял участие в съёмке документального фильма канала ВВС «Behind Enemy Lines: The Scott O’Grady Story», позднее приобретённый и отредактированный Discovery Communications, владеющий каналом Discovery. Документальный фильм несколько раз транслировался по каналу Discovery и О’Грэйди обвинил студию 20th Century Fox в использовании материала для продвижения фильма. О’Грэйди подверг критике своё киновоплощение в фильме «В тылу врага» «как пилота который не подчиняется приказам и ругается» Тяжба была урегулирована в 2004 году.
Позднее инцидент был отображён в эпизоде 5 «Downed Pilot» документальной программы «Situation Critical» и в серии «Escape! — Escape From Bosnia: The Scott O’Grady Story» канала History, что представляло собой переделанную версию документального «Missing in Action» приобретённого Century Fox и Discovery Communications.
О’Грэйди вместе с Майклом Френчем стал соавтором двух книг «Basher Five-Two: The True Story of F-16 Fighter Pilot Captain Scott O’Grady», описывающей его приключения после падения над Боснией и окончательного спасения. Позднее он написал книгу «Return with Honor» вместе с Джеффом Коплоном о своих переживаниях. Мэри Пат Келли написала книгу «„Good to Go“: The Rescue of Capt. Scott O’Grady, USAF, from Bosnia».